# Ani Safarjane
Ani Safarjane (armenisch Անի Սաֆարյանը, in englischer Transkription Ani Safaryan; * 10. März 1998 in Jerewan) ist eine ehemalige armenische Tennisspielerin.

## Karriere
Ani Safarjane hat weder auf dem ITF Women’s Circuit noch auf der WTA Tour an einem Turnier teilgenommen. 
Sie spielte 2014 und 2016 für die armenische Fed-Cup-Mannschaft. Von fünf Partien gewann sie keine.